# Campo de Morango
"Campo de Morango" é uma canção gravada pela cantora brasileira Luísa Sonza, presente em seu futuro terceiro álbum de estúdio Escândalo Íntimo (2023). Composta pela artista em conjunto com Carolzinha, Douglas Moda, Jahnei Clarke, Jenni Mosello, Lucas Vaz, Mason Sacks e Roy Lenzo, com produção assinada por Lenzo, Moda, Sacks e Clarke. A faixa foi lançada como o primeiro single de divulgação do álbum em 15 de agosto de 2023 através da Sony Music Brasil, juntamente com o seu vídeo musical.

## Antecedentes e lançamento
Em janeiro de 2022, a cantora e compositora Luísa Sonza decidiu não renovar seu contrato com a gravadora Universal Music Brasil, onde a artista tinha lançado seus dois álbuns de estúdio Pandora (2019) e Doce 22 (2021). Em maio do mesmo ano, a cantora assinou um contrato de 20 milhões de dólares com a Sony Music Brasil. Em dezembro, durante entrevistas para a divulgação de "Mama.cita (Hasta la Vista)", parceria com o rapper Xamã, Sonza revelou que seu próximo álbum de estúdio teria uma temática mais triste e íntima.
Em abril de 2023, Sonza anunciou o fim de sua turnê O conto dos dois mundos e que focaria mais na produção de seu novo álbum, que uma parte seria gravado nos Estados Unidos. Em março, foi publicado em suas redes sociais fotos em Los Angeles, onde se encontrou com vários músicos norte-americanos, como Timbaland, Tommy Brown e Njomza. "Campo de Morango" foi anunciado como o primeiro single do disco com lançamento para 15 de agosto de 2023.

## Vídeo musical
O vídeo musical de "Campo de Morango" foi lançado simultaneamente com a canção e causou controvérsias nas redes sociais devido a cantora aparecer em uma cama no meio de um campo aberto ao lado de suas dançarinas cobertas de suco de morango, porém fazendo alusão ao sangue. As imagens foram consideradas "perturbadoras" pelos internautas, onde alguns acusaram a cantora de fazer alusões a abuso sexual, aborto e satanismo no vídeo, enquanto outros criticaram o teor sexual da letra que aborda explicitamente a sexualidade feminina.

## Prêmios e indicações
| Ano  | Prêmio                                | Categoria        | Resultado | Ref.   |
| ---- | ------------------------------------- | ---------------- | --------- | ------ |
| 2023 | Prêmio Multishow de Música Brasileira | Clipe TVZ do Ano | Indicado  | [ 12 ] |

## Desempenho comercial
| País — Tabela musical (2023)      | Melhor posição |
| --------------------------------- | -------------- |
| Brasil (Billboard Brasil Hot 100) | 14             |
| Brasil (Billboard Brazil Songs)   | 15             |
| Portugal (AFP)                    | 41             |